# حقوق زنان در نپال
زنان در نپال با سطوح بالایی از تبعیض جنسیتی مواجه هستند. اگرچه قانون اساسی حمایت از زنان، از جمله پرداخت برابر برای کار برابر را ارائه می‌دهد، اما دولت اقدامات قابل‌توجهی برای اجرای این مفاد انجام نداده است.

## تاریخچه
یکی از نخستین اشکال تبعیض علیه زنان در نپال با رواج رسم ساتی آغاز شد که توسط رانا نخست‌وزیر چندرا شمشر لغو شد. با این حال، مسائل باقی‌مانده‌ای که زنان با آن مواجه هستند شامل خشونت جنسیتی، ازدواج کودکان، قاچاق زنان، عدالت انتقالی، نمایندگی نابرابر و مشارکت زنان در تصمیم‌گیری است.
در سال ۲۰۲۴، نرخ سوادآموزی در نپال به ۷۷٫۴٪ افزایش یافت. نرخ سوادآموزی زنان ۷۰٫۱٪ بود که کمتر از ۸۵٫۸٪ جمعیت مردان است.
زنان با خشونت جنسیتی مواجه هستند، که این موضوع توانایی آنها را برای حضور در مدرسه یا دریافت آموزش مناسب به شدت محدود می‌کند. علاوه بر این، مذهب فرصت‌های زنان برای دریافت آموزش را محدود می‌کند. برای مثال، اکثریت جمعیت زنان مسلمان در نپال همچنان از آموزش پایه محروم هستند، به‌طوری که تنها ۲۰٪ آن‌ها سطحی از آموزش را دریافت کرده‌اند.
نسبت زنانی که از مناطق روستایی هرگز به مدرسه نرفته‌اند، ۵۱٫۱٪ (CBS, 2008) است، در حالی که این نسبت در مناطق شهری ۲۵٪ است (CBS, 2008). این موضوع در تفاوت نرخ سوادآموزی میان زنان مناطق روستایی (۳۶٫۵٪) و مناطق شهری (۶۱٫۵٪) نمایان است. نرخ سوادآموزی در مناطق روستایی تقریباً نصف مناطق شهری است. اگرچه مشارکت کلی زنان در نیروی کار افزایش یافته است، اکثریت زنان شاغل همچنان در صنایع کم‌دستمزد و کاربرتر متمرکز هستند. مشارکت زنان در بخش رسمی تنها ۶٪ است. طبق گزارش سال ۲۰۰۸ از CBS، تعداد متخصصان مرد ۱۵۵٬۰۰۰ نفر بود، اما تنها ۴۸٬۰۰۰ نفر از آن‌ها زنان متخصص بودند، که حدود ۳۱٪ از متخصصان زن را شامل می‌شود. این در تضاد شدید با مشارکت زنان در بخش کشاورزی معیشتی است، که مشارکت زنان تقریباً ۱۶۰٪ بیشتر از مشارکت مردان است.
به دلیل نابرابری‌های فزاینده و خشونت علیه زنان، کمک حقوقی رایگان توسط دولت نپال از طریق تصویب قانون کمک حقوقی ۱۹۹۷ در دسترس قرار گرفت، هرچند که اکثریت گروه‌های هدف مانند زنان، کودکان و افراد محروم قادر به دسترسی به آن نیستند.
حقوق زنان تنها زمانی مورد توجه جدی قرار گرفت که نپال تحت حکومت دموکراتیک پس از سال ۱۹۹۰ قرار گرفت و قانون اساسی تشکیل شد که برابری بین مردان و زنان را به‌عنوان یک حق اساسی اعلام کرد. دولت دموکراتیک تازه منتخب قوانین و معاهدات بین‌المللی متعددی را که خاص زنان بود، تصویب کرد و قانون معاهدات نپال ۱۹۹۰ تضمین کرد که در صورت تضاد با قوانین داخلی، مفاد حقوق بشر بین‌المللی اولویت خواهند داشت.
قوانینی که در سال ۱۹۹۰ تصویب شدند، تنها در سال ۲۰۰۶ اجرایی شدند و از دهه ۱۹۹۰، دادخواهی منافع عمومی (PIL) یکی از ابزارهای کلیدی مورد استفاده زنان برای بیان نظرات خود و اجرای حقوق زنان بود.
دهه ۱۹۹۰ شاهد تغییرات قابل‌توجهی در قوانین نپال بود که علاقه به تشکیل سازمان‌های غیردولتی (NGOs) را تسهیل کرد، هم به‌عنوان دریافت‌کنندگان این برنامه‌ها و هم به‌عنوان کارکنان این سازمان‌ها. این حرکت به سمت توانمندسازی زنان و بسیج سازمان‌های غیردولتی زنان آغاز شد.
به دلیل خشونت و تبعیض مداوم علیه زنان، توصیه‌های سازمان ملل از گروه کاری بررسی دوره‌ای جهانی به دولت نپال در مارس ۲۰۱۱ شامل تضمین حق کامل برابری و عدم تبعیض میان مردان و زنان مطابق با استانداردهای بین‌المللی (مشابه با استانداردهای ایتالیا) بود.
علاوه بر این، مشاهدات نهایی و توصیه‌های کمیته CEDAW به دولت نپال در آگوست ۲۰۱۱ شامل معرفی مکانیسم‌های نظارتی برای اجرای بهتر قوانین و برنامه‌های مرتبط با برابری و توسعه شاخص‌های اختلاف جنسیتی بود.